# Zlatne godine / Zlatne godine (unplugged)
Zlatne godine / Zlatne godine (unplugged verzija) prvi je studijski singl hrvatskog pjevača Zlatana Stipišića Gibonnija koji je 1993. godine izdala producentska kuća Croatia Records. Izašao je na gramofonskoj ploči. Naslovna je skladba filma Zlatne godine. Ista se nalazi na nosačima zvuka s filmskom glazbom za film. Autor teksta je Gibonni, glazbe Zrinko Tutić, a aranžman je djelo Nikše Bratoša. Singl su producirali Nikša Bratoš i Zrinko Tutić.

## Popis pjesama
1. Zlatne godine
2. Zlatne godine (unplugged verzija)